# Струнный квартет № 1 (Шостакович)
Струнный квартет № 1 До мажор, соч. 49, Дмитрия Шостаковича, написанный в 1938 году. Композитор написал его уступая настойчивой просьбе музыкантов Квартета им. Глазунова, популярного в то время.

## История создания
Сам композитор так писал о создании Первого струнного квартета:
 Целый год после сдачи 5-й симфонии я почти ничего не делал. Написал лишь квартет, состоящий из четырёх маленьких частей. Начал писать его без особых мыслей, думал, что ничего не получится. Ведь квартет — один из труднейших музыкальных жанров. Первую страницу я написал в виде своеобразного упражнения в квартетной форме, не думая когда-либо его закончить и выпустить. <…> Но потом работа над квартетом меня очень увлекла, и я написал его чрезвычайно быстро.
Не следует искать особой глубины в этом моём первом квартетном опусе. По настроению он — радостный, весёлый, лирический. Я бы назвал его «весенним». 
В письме к другу Шостаковича Ивану Соллертинскому, Дмитрий Дмитриевич писал:
Закончил я так же свой квартет, начало кого я тебе играл. В процессе сочинения перестроился на ходу. 1-я часть стала последней, последняя первой. Всех частей 4. вышло не ахти как. Но, впрочем, и трудно сочинять хорошо. Это надо уметь.
Это скромное произведение положило начало внушительной цепи из пятнадцати сочинений этого жанра, составившей один из важнейших разделов музыки XX века.

## Исполнения квартета
Премьера состоялась 10 октября 1938 года в Ленинграде, музыкантами Квартета им. Глазунова.
16 ноября того же года сочинение было исполнено в Москве, но в интерпретации Квартета имени Бетховена. Так началось сотрудничество композитора с легендарным квартетом. 
Несмотря на сомнения композитора, квартет был принят блестяще. Генрих Нейгауз писал:
Новый квартет оставляет в душе слушателя радостное впечатление полной гармонии всего произведения. Совершенство формы и замысла, мудрой лаконичностью музыкальные образы квартета вызывают в памяти пушкинский стих.

## Строение квартета
Квартет состоит из четырёх частей:
- 1. Moderato
- 2. Moderato
- 3. Allegro molto
- 4. Allegro